# ADN libre circulant
 (octobre 2019).
Si vous disposez d'ouvrages ou d'articles de référence ou si vous connaissez des sites web de qualité traitant du thème abordé ici, merci de compléter l'article en donnant les références utiles à sa vérifiabilité et en les liant à la section « Notes et références ».
L'ADN libre circulant (cfDNA) est constitué de fragments d'ADN circulant dans le plasma sanguin.
Le dépistage de la trisomie 21 par l'analyse de l'ADN libre circulant a été autorisé en 2017 par la Haute Autorité de santé.